# Johnny Kitagawa
Johnny Hiromu Kitagawa (ジャニー喜多川 Janī Kitagawa?), nacido como Hiromu Kitagawa (喜多川 擴 Kitagawa Hiromu?) (Los Ángeles, California, 23 de octubre de 1931-Shibuya, 9 de julio de 2019), fue el fundador y presidente de Johnny & Associates, una agencia de producción de numerosas boy bands populares en Japón. 
Montó, produjo y administró más de una docena de bandas populares, incluyendo SMAP, Arashi, NEWS, y KAT-TUN. La influencia de Kitagawa en la música se propagó más allá de los ámbitos del teatro y la televisión. Considerado como una de las figuras más poderosas en la industria del entretenimiento, ocupó un monopolio virtual sobre la creación de boy bands en Japón durante más de cuarenta años.

## Primeras etapas de la vida
Estudió en la escuela secundaria en California. A principios de los años 1950, viajó a Japón para trabajar en la Embajada de los Estados Unidos. Al caminar por el parque Yoyogi de Tokio se encontró con un grupo de niños jugando al béisbol. 
Contrató a varios jóvenes para formar un grupo de cantantes, actuando como su administrador. Bautizó al grupo con el nombre de "The Johnnies". The Johnnies logró cierto éxito mediante el uso de una novedosa fórmula, que combinaba, por un lado, una atractiva mezcla de artistas cantando, y por otra, música popular coordinada con rutinas de baile. The Johnnies alcanzaron el primer puesto entre los grupos de pop en Japón. Kitagawa estableció idéntico patrón con grupos posteriores. De hecho, el término "Johnny's" se aplicó genéricamente a cualquiera de los artistas intérpretes o ejecutantes, empleados por Kitagawa.

## Gran éxito
En 1968, Kitagawa logró un gran éxito con una banda de cuatro miembros conocida como Four Leaves (フォーリーブス Fō Rībusu?). El grupo realizó siete apariciones en la convocatoria anual de Kōhaku Uta Gassen (紅白歌合戦 Red White Song Battle?), A partir de 1970. Four Leaves permaneció diez años juntos antes de la disolución en 1978. Más tarde, en 2002, Kitagawa volvió a reunir a la banda. Kitagawa llegó a reunir, administrar y producir muchas de las principales boy bands en el país: SMAP, Tokio, V6, Arashi, Tackey & Tsubasa, NEWS, KAT-TUN, KinKi Kids entre otros muchos. Kitagawa amplió su esfera de influencia a la televisión, a través de artistas intérpretes que regularmente aparecieron en la televisión, junto con otros que aparecieron en sus propios programas de variedades. También periódicamente intervinieron en la promoción de productos comerciales, y aparecen en diversas películas. El éxito de estos artistas intérpretes de Kitagawa provocó un aumento de su rentabilidad. Una muestra de ello fue que Johnny & Associates generó 2,9 mil millones de yenes en beneficios anuales. En 1997, los artistas pertenecientes a su agencia de búsqueda de talentos aparecieron en más de cuarenta programas de televisión junto con otros cuarenta programas comerciales. El éxito de su compañía hizo de Kitagawa uno de los hombres más ricos de Japón.

## La fórmula
Kitagawa empleó, en repetidas ocasiones, una fórmula estándar en el desarrollo y la comercialización de sus actos. Johnny & Associates realizó pruebas para los posibles artistas intérpretes. La agencia de producción de reclutamiento de jóvenes menores de diez años se realizaba en un programa conocido como Johnny Juniors Los candidatos vivían en un dormitorio de la empresa y asistían a una escuela dirigida por la empresa. Eran capacitados para perfeccionar su espectáculo en cuanto a la forma de cantar, bailar y actuar. Kitagawa celebró anualmente un festival de verano conocido como "Johnny's Summary".
Prometedores miembros de Johnny's Juniors aparecieron junto a artistas consagrados de Kitagawa. Los jóvenes miembros actuaron como apoyo para los grandes bailarines en actuaciones en las que recibieron el reconocimiento de su nombre antes de ser lanzados como un grupo separado. Los miembros Junior también aparecieron en el "Hachi-ji da J", un programa semanal de televisión de variedades. En ellos, cantaban, bailaban y actuaban en la comedia y allí seguían desarrollando sus habilidades para pasar a un acto importante. Una vez puesto en marcha, Kitagawa fue conocido por solicitar a los canales de televisión que informaran sobre los actos más recientes de estos grupos, y asegurar una cobertura de prensa favorable para estos grupos y para él mismo. Los programas que ofrecían cobertura desfavorable no recibían entrevistas ni apariciones en televisión de estrellas populares administradas por Kitagawa.
Kitagawa mantuvo un alto grado de control sobre sus actos, en la medida en que sus imágenes no aparecieron en el sitio web de la compañía. Se esperaba que los artistas mantuvieran una imagen pública que favoreciera la comercialización de mujeres jóvenes; como resultado, los miembros de las bandas producidas por Kitagawa evitaban la mención pública de sus vidas privadas. El propio Kitagawa también evitó la atención pública sobre su persona. Rara vez permitió que se le fotografiase y no hizo apariciones públicas con sus grupos.

## Acusaciones
De 1988 a 2000, Kitagawa fue objeto de una serie de acusaciones. Concretamente, se le acusó de haberse aprovechado de su posición para abusar sexualmente a niños valiéndose de los contratos que había firmado a través de su agencia de búsqueda de talentos. Kitagawa negó tales alegaciones, y en 2002 recibió 8,8 millones de yenes, tras la sentencia que obligó al periódico que publicó esas acusaciones a pagar dicha cantidad. El diario interpuso un recurso de casación, por el que la sentencia fue revisada parcialmente. En los años siguientes a la sentencia, Kitagawa y su compañía de producción han seguido produciendo actos de entretenimiento que han disfrutado de un alto grado de éxito comercial. Falleció el 9 de julio de 2019, a los 87 años, tras haber permanecido ingresado un tiempo en el hospital.